# حسن كريم عاتي
حسن كريم عاتي هو كاتب وناقد وروائي عراقي.

## حياته
ولد حسن كريم عاتي في مدينة بغداد العراقية عام 1955م، وحصل على بكلوريوس قانون من كلية القانون في جامعة بغداد.

## مؤلفاته
صدر عنه العديد من الأعمال، من بينها:
«خطوط متعامده»، مجموعة قصص (عام 1997م).
- «عزف منفرد»، مجموعة قصص (عام 2007م).
- «أثر الزمن في خلق البنية الدلالية في رواية سابع أيام الخلق»، عن المؤسسة العربية للدراسات والنشر، عام 2012م.
- «الرمز في الخطاب الأدبي؛ دراسة نقدية»، عن الروسم للصحافة والنشر والتوزيع، عام 2015م.
- «اليوسفيون»، عن الروسم للصحافة والنشر والتوزيع، عام 2016م.
- «الشهداء الخونة»، عن المؤسسة العربية للدراسات والنشر، عام 2018م.
- «الوقوف على ساق واحدة»، عن المؤسسة العربية للدراسات والنشر، عام 2021م.
- «تخطيطات بمداد الراوي» (نقد)، عن الاتحاد العام للأدباء والكتاب في العراق، ببغداد، عام 2021م.[3]

- «البناء الحكائي في «كليلة ودمنة» لابن المقفع».
- «قصيدة السيد والعبد... ابداع رافديني».
- «لا تقتلوا الكتب حرقاً».
- «هل تخترع الاوطان، ايزابيل الليندي في (بلدي المخترع)».
- «رقصة الماء» (قصة قصيرة).
- «كوكب الهوى / ميلاد مدينة».
- «ابواب» (قصة قصيرة).
- «الحماية الدولية لأموال العراق المهربة والمجمدة وفقاً لقرارات مجلس الأمن الدولي».
- «كارثة تهريب اموال العراق».
- «ورق النعناع» (قصة قصيرة).
- «تبادل الادوار تبدل الدلالات في مسرحية «الخاتم» لمحيي الدين زنكنه».
- «قماشة الجنفاص» (قصة قصيرة).
- «سأرسم موتي على ثوبها».
- «النزاهة مؤسسة وقضية».
- «وثيقة مشروع شرف دفاعية عن حق المثقف العراقي».
- «حماية حق المؤلف في القانون العراقي».
- «الموروث المعماري العراقي في خطر».
- «المواطنة بين الدولة والحكومة».
- «هناك من يستذكر للملك».
- «أثر مناهج التعليم في المدارس العراقية على ثقافة المتعلم».
- «كرة صوف في خوذة».
- «وجوه حجر النرد».
- «الملكية الخاصة في الدساتير العراقية».
- «ميليشيات متعددة الجنسيات».
- «المحتل في عون المستبد».
- «اثر القص».
- «سلاماً… افتتاح القتل طبعاً».
- «دائرة الرمل».
- «التنافذ».
- «التنقيب في غرفة».
- «بكتريا المتاحف».
- «مناهل الظمأ».
- «تبادل الأشلاء».
- «تخوم الماء».
- «ليل الذئاب».
- «الرتيمة».